# Bill Bryson

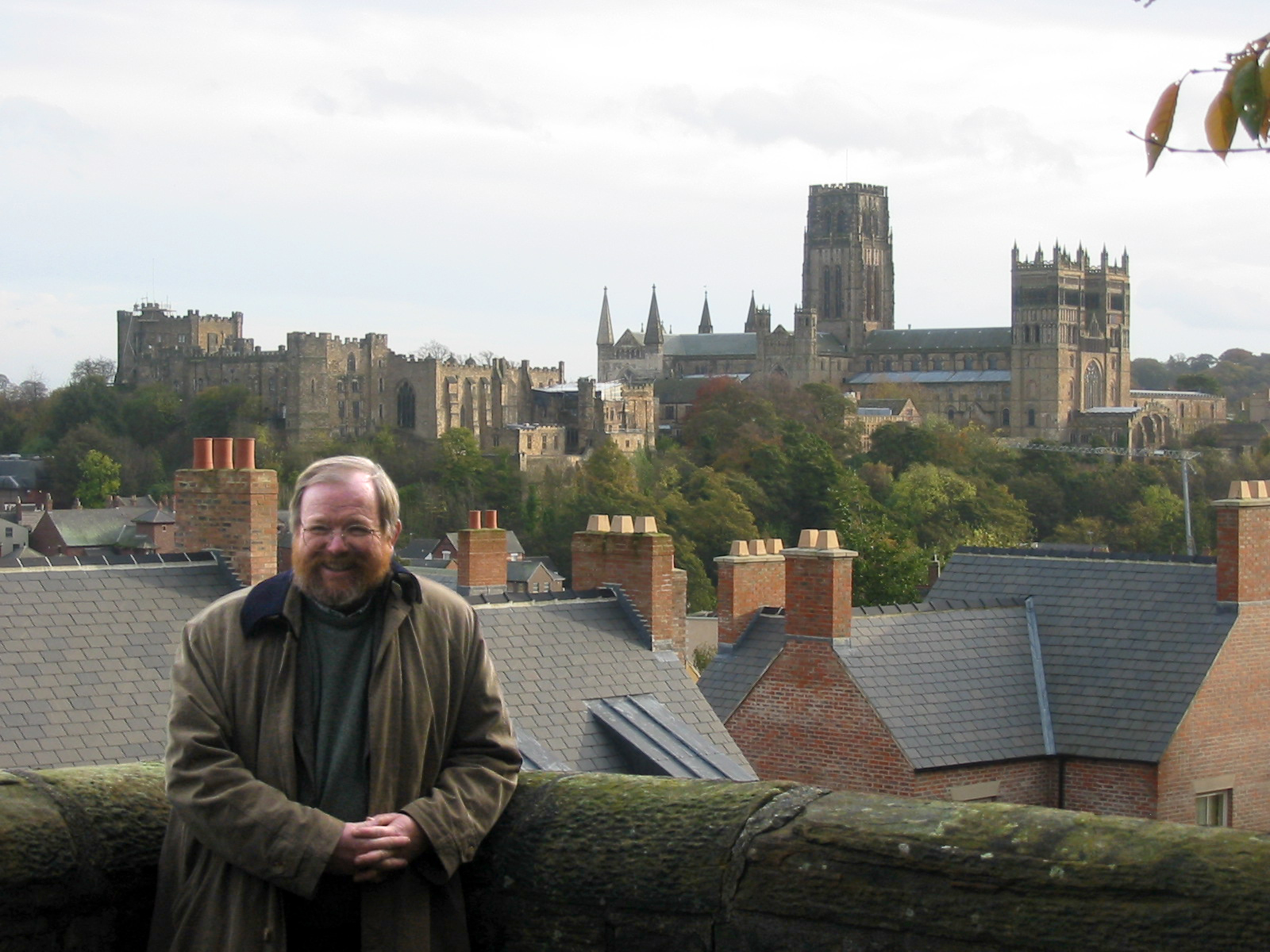
Bill Bryson (2005)

Bill Bryson (Des Moines, Iowa, 8 december 1951) is een Amerikaans-Engels schrijver van reisboeken en boeken over de Engelse taal en wetenschappelijke onderwerpen.

## Biografie
Bryson werd geboren in Des Moines in Iowa. Hij studeerde aan Drake University maar verliet deze voortijdig tijdens een vakantie in Engeland in 1973. Vervolgens werkte hij enige tijd in een psychiatrisch ziekenhuis in Engeland waar hij zijn vrouw ontmoette, een verpleegkundige. Na hun huwelijk vertrokken zij naar de Verenigde Staten zodat Bryson zijn opleiding kon voltooien. In 1977 vestigden zij zich in Engeland, waar ze tot 1995 bleven wonen in North Yorkshire. Van 1995 tot 2003 woonde Bryson met zijn 4 kinderen in Hanover, New Hampshire. In 2003 verhuisden hij en zijn familie weer naar Engeland, alwaar hij ook de Britse nationaliteit aannam. 
Bryson werkte voornamelijk als journalist en werd later chief copy editor van de business section van The Times. Later stapte hij over naar The Independent. In 1987 stopte hij met zijn werk in de journalistiek. Zijn boek over Engeland, Een klein eiland, werd in 2003 door Britse lezers geroemd als boek dat de staat en identiteit van het Verenigd Koninkrijk het beste weergeeft. Ook over de VS en Australië heeft Bryson vergelijkbare boeken geschreven (respectievelijk Het verloren continent en Tegenvoeters).
In 2004 won Bryson de prestigieuze Aventis Prize voor het beste populairwetenschappelijke boek voor zijn Een kleine geschiedenis van bijna alles. In het boek komen veel onderwerpen aan bod, van sterrenstelsels tot atomen en van Kelvin tot Einstein. Het boek werd een bestseller en Bryson deed iedere middelbare school in Engeland een exemplaar cadeau. In 2005 kreeg hij voor dit boek de Descartesprijs voor wetenschapscommunicatie van de Europese Unie.
In 2006 verscheen een boek van zijn hand over zijn jeugd in Des Moines in de jaren vijftig (The Life and Times of the Thunderbolt Kid).
Naast auteur is Bryson sinds juli 2007 ook voorzitter van de organisatie 'Campaign to Protect Rural England' die streeft naar een duurzame toekomst van het Engelse platteland.

### Reisverhalen
- The Palace Under the Alps and Over 200 Other Unusual, Unspoiled, and Infrequently Visited Spots in 16 European Countries (1985)
- Het verloren continent (1989)
- Overal en Nergens: Reizen door Europa (1991)
- Een klein eiland (1995)
- Terug in Amerika (1998)
- Notes from a Big Country (1998)
- Tegenvoeters: een reis door Australië (2000)
- Aantekeningen uit een groot land (2001)
- Bill Bryson's African Diary (2002)
- Walk About (2002)
- De weg naar Little Dribbling: een reis door Groot-Brittannië (2016)

### Taal
- Bryson's Dictionary of Troublesome Words (1984)
- The Mother Tongue: English and How it Got That Way (1990)
- Made in America: An Informal History of the English Language in the United States (1994)
- Bryson's Dictionary of Troublesome Words (2002)
- Journeys in English (2004)
- Bryson's Dictionary for Writers and Editors (2008)

### Wetenschap
- Een kleine geschiedenis van bijna alles (2003)
- Een heel kleine geschiedenis van bijna alles (2008) (kinderversie)
- On the Shoulders of Giants (2009)
- Seeing Further,The Story of Science & The Royal Society (2010 Edited & Introduced by Bill Bryson)
- Een huis vol: een kleine geschiedenis van het dagelijks leven (2010)
- The Body: A Guide for Occupants (Het lichaam: een reisgids) (2019)

### Memoires
- The Life and Times of the Thunderbolt Kid (2006)

### Biografie
- Shakespeare: een biografie (2007)

### Geschiedenis
- De zomer van 1927 (2013)

## Verfilming
In 2015 werd het boek Terug in Amerika: een voettocht door de Appalachen verfilmd onder de titel A Walk in the Woods met Robert Redford in de hoofdrol.